# Паметник на Кузман Шапкарев (Благоевград)
Паметникът на Кузман Шапкарев е монумент в чест на българския възрожденски просветен деец и книжовник от Македония Кузман Шапкарев. Идеята за монумента е на директорката на Националната хуманитарна гимназия в Благоевград, която първоначално се свързва със скулптора Крум Дерменджиев. Творбата е започната в 2004 година от Крум Дерменджиев, който обаче не успява да я довърши поради влошено здраве и последвалата му смърт. Паметникът е завършен от сина му Борис Дерменджиев в следващата 2005 година.
Открит е тържествено на 11 май 2005 година в двора на Националната хуманитарна гимназия в Благоевград.